# 北海道斜里高等学校
北海道斜里高等学校（ほっかいどうしゃりこうとうがっこう）は、北海道斜里町文光町にある公立の高等学校。2004年より総合学科の体制に移行した。

## 沿革
- 1941年 - 斜里実科高等女学校として設置認可を受ける
- 1943年 - 斜里高等女学校と改称
- 1948年 - 学制改革により斜里高等学校となる
- 1951年 - 上斜里分校を設置
- 1952年 - 上斜里分校が北海道上斜里高等学校（現在の清里高）として独立
- 2004年 - 普通科･商業科から総合学科へ転換、全日制総合学科第1期生入学

## 著名な出身者
- 武部勤（元衆議院議員・自由民主党幹事長・農林水産大臣）[1]

## 参照
1. ↑  http://takebeblog.blog64.fc2.com/blog-entry-432.html